# Forinstallerede programmer
Forinstallerede programmer (også kendt som forudinstallerede programmer eller præinstallerede programmer; ordet programmer kan også erstattes af software) er computerprogrammer allerede installeret og licenseret på en computer købt fra OEM.

## Fordele
At købe hardware og programmer sammen er udgiftseffektivt og rabatter er mulige fra OEMs ved større ordrer. 
Forinstallation giver fordelen ved nøglefærdige løsninger, hvor brugeren ikke behøver at tænke på installation af forskellige almindelige anvendte software, såsom operativsystemet eller tekstbehandling.

## Ulemper
Forinstallerede programmer lider almindeligvis af en eller flere af følgende problemer:
- Forinstallerede programmer er almindeligvis licenseret alene til anvendelse på computeren hvorpå de blev forinstalleret og de må ikke overføres til andre computere.[1]
- Forinstallerede programmer kan have sikkerhedssårbarheder - endda opdateringsprogrammerne fra kendte mærker.[2]
- Forinstallerede programmer kan være funktionalitets- eller tids-begrænsede, med formålet at få brugeren til at købe den "fulde" version.
- Forinstallerede programmer kan komme uden installationsmedie; så brugeren kan ikke kan installere det igen.
- Forinstallerede programmer kan modificere eller erstatte standard-webbrowser eller systemindstillinger, med målet at målrette specifikke reklamer til brugeren; eller anden funktionalitet som måske kan betragtes som malware.
- Forinstallerede programmer kan bruge systemresurser, selv hvis de ikke aktivt anvendes af brugeren, hvilket kan påvirke reaktionshastigheden og påvirke system og opstartstiden.
- Forinstallerede programmer kan være vanskelig eller umulig for brugere at fjerne, f.eks. via systemets standard afinstallationsværktøjet.

### Craplets
Ofte kommer nye computere med forinstallerede programmer som fabrikanten blev betalt for at inkludere, men som kan være af tvivlsom værdi for køberen. Sådanne uønskede forinstallerede programmer og reklamer bliver nedsættende kaldet for craplets, et portmanteau af crap og applet, og crapware. Januar 2007 udtrykte en unavngiven talsmand fra Microsoft bekymring at Windows Vista lanceringen ville blive hæmmet af dårligt designet, ucertificerede 3. parts programmer installeret af leverandører — "Vi kalder dem craplets." Han udtalt at antitrust-sagen mod Microsoft hindrede selskabet i at stoppe forinstalleringen af disse programmer af OEMs. Walter Mossberg, technologiskribenten for The Wall Street Journal, forbandede "craplets" i to spalter offentliggjort april 2007, og foreslog adskillige mulige strategier til at fjerne dem. Ifølge Ars Technica bliver de fleste craplets installeret af OEMs som modtager betaling fra software forfatterne. Ved 2007 Consumer Electronics Show, forsvarede Dell denne praksis, og udtalte at det holdt prisen nede og det var underforstået at systemet sandsynligvis ville koste betydeligt mere for brugeren hvis disse programmer ikke var forinstallerede.